# بيرازيناميد
بيرازيناميد دواء يستعمل في علاج السل. يستعمل عادة في علاج السل الفعال مع ريفامبيسين وآيزونيازيد يضاف إليهم إما ستربتوميسين أو إيثامبوتول. لكنه عموما لا يفضل استعماله في علاج السل الخافي. يؤخذ عن طريق الفم.
صنع أول مرة عام 1936 لكنه لم يستعمل بشكل واسع حتى عام 1972.
بيرازيناميد مدرج على قائمة منظمة الصحة العالمية للأدوية الأساسية.